# بيت النيني (الطيال)

تعديل مصدري - تعديل

بيت النيني هي إحدى قرى عزلة بني سحام بمديرية الطيال التابعة لمحافظة صنعاء، بلغ تعداد سكانها 289 نسمة حسب تعداد اليمن لعام 2004.